# Río Huayabamba
Der Río Huayabamba, alternative Schreibweise: Río Huallabamba o Guayabamba, ist ein etwa 143 km (einschl. Quellflüssen: 243 km) langer linker Nebenfluss des Río Huallaga in der Provinz Mariscal Cáceres in der Region San Martín im zentralen Norden Perus.

## Flusslauf
Der Río Huayabamba entsteht am Zusammenfluss von Río Verde (rechts) und Río Guambo (links) am Ostrand der peruanischen Zentralkordillere im Norden des Distrikts Huicungo auf einer Höhe von etwa 800 m unweit der Grenze zur Provinz Rodríguez de Mendoza (Region Amazonas). Schon nach knapp 3 Kilometern durchschneidet der Fluss einen Bergkamm in östlicher Richtung. Er nimmt den von Norden kommenden Río Mashuyacu von links auf und wendet sich auf den folgenden 70 Kilometern in Richtung Südsüdost. Er nimmt die Flüsse Río Simacache (links), Río Huabayacu, Río Cordoncillo und Río Breo (alle drei von rechts) auf. Anschließend durchbricht der Fluss erneut einen Gebirgskamm in östlicher Richtung. Auf den folgenden 45 Kilometern fließt der Río Huayabamba in südöstlicher Richtung. Auf diesem Abschnitt münden die Flüsse Río Shemacachi (von links) sowie Río Jelache und Río Abiseo (beide von rechts) in den Fluss. Auf seinen letzten 20 Kilometern wendet sich der Río Huayabamba nach Nordosten, er verlässt dabei das Bergland und durchquert eine Beckenlandschaft. Die Orte Huicungo und Pachiza liegen am rechten Flussufer. Knapp 7 km oberhalb der Mündung trifft noch der Río Pachicilla von Norden kommend auf den Fluss. Der Río Huayabamba mündet schließlich auf einer Höhe von etwa 275 m 7 km südlich der Stadt Juanjuí in den nach Norden strömenden Río Huallaga.

## Einzugsgebiet
Das Einzugsgebiet des Río Huayabamba umfasst eine Fläche von etwa 13.900 km². Davon liegen 12.117 km² in der Region San Martín. Im Norden erstreckt sich das Einzugsgebiet über einen Großteil der Provinz Rodríguez de Mendoza und einen Randbereich der Provinz Chachapoyas (beide Provinzen liegen in der Region Amazonas). Der Río Huayabamba entwässert die Ostflanke eines 180 km langen Abschnitts der peruanischen Zentralkordillere. Im nördlichen Osten grenzt das Einzugsgebiet an das des Río Saposoa, im Nordosten an das des Río Tonchima, eines Zuflusses des Río Mayo, und im Nordwesten an das des Río Utcubamba. Im Westen begrenzt die Wasserscheide zum weiter westlich verlaufenden Río Marañón das Einzugsgebiet. Im Süden und im Südosten grenzt das Einzugsgebiet des Río Huayabamba an die oberstrom von links in den Río Huallaga mündenden Nebenflüsse, darunter Río Mishollo und Río Matallo. Der Nationalpark Río Abiseo erstreckt sich über das Einzugsgebiet des Nebenflusses Río Abiseo und befindet sich im äußersten Süden des Einzugsgebietes des Río Huayabamba.